# 维斯莫尔
维斯莫尔（德語：Wiesmoor，發音：[ˈviːsˌmoːɐ̯] ⓘ）是德国下萨克森州奥里希县的城市，面积82.94平方千米，2023年12月31日人口为13,610人。